# سارا بارد فيلد
سارا بارد فيلد (بالإنجليزية: Sara Bard Field)‏ هي كاتِبة وسفرجات وشاعرة أمريكية، ولدت في 1 سبتمبر 1882 في سينسيناتي في الولايات المتحدة، وتوفيت في 15 يونيو 1974 في بيركيلي في الولايات المتحدة.

## حياتها المبكرة وزواجها
وُلدت سارا بارد فيلد في سينسيناتي بولاية أوهايو، في 1 سبتمبر من عام 1882، لولدتها آني جينكينز (الملقبة بستيفنز قبل الزواج) ووالدها جورج بارد فيلد. انتقلت عائلتهم إلى ديترويت، ميشيغان في عام 1885. تخرجت سارة من المدرسة الثانوية المركزية في ديترويت في عام 1900. وتزوجت من الوزير ألبرت إيرغوت، في سبتمبر من عام 1900. سافرت مع إيرغوت عبر الهند إلى يانغون، ميانمار. أنجبت ابنًا، ألبرت فيلد، في عام 1901 ثم عادت إلى الولايات المتحدة في عام 1902 واستقرت العائلة في نيو هيفين، كونيتيكت.
انتقل إيرغوت إلى كليفلاند، أوهايو في عام 1903. تأثر الزوجان بالحركات الاشتراكية والجورجية المسيحية، وأسست سارة روضة أطفال ومطبخًا للفقراء هناك ولفتت انتباه رئيس بلدية كليفلاند التقدمي توم إل. جونسون بأعمالها. أنجبت سارة ابنة، كاثرين لويز، عام 1906.

## أوريغون ونيفادا وحق الاقتراع
انتقل إيرغوت بعد ولادة ابنتهما، إلى بورتلاند، أوريغون في عام 1910. تعرفت سارة على تشارلز أرسكين سكوت وود، وأصبح الاثنان صديقين وعُيّنت مساعدة له، إذ كانت تقدم النقد لأعماله. نمت صداقتهما لتصبح علاقة حب. وواصلت سارة عمل أبيغيل سكوت دونيواي، ونظمت حملة من أجل الاقتراع في جميع أنحاء ولاية أوريغون. ونفذت أيضًا جولة في الولاية لإلقاء الخطب خلال صيف عام 1911، وفي ذلك الخريف عملت كمراسلة لصحيفة أوريغون ديلي جورنال، وغطّت محاكمة الإخوة مكنمارا، الذين قصفوا مبنى لوس أنجلوس تايمز. نفذت سارة جولة في ولاية أوريغون مرة أخرى خلال صيف عام 1912 وبدأ زواجها ينهار في تلك الفترة.
نفذت سارة خلال عاميّ 1913-1914، حملة من أجل حق المرأة في الاقتراع في نيفادا.  وبعد اعتراض زوجها، حصلت على الطلاق في نوفمبر من عام 1914، ثم عادت إلى اسمها قبل الزواج. حصل إيرغوت على حق حضانة الأطفال وانتقل إلى بيركلي، كاليفورنيا. انتقلت فيلد إلى سان فرانسيسكو لتكون قريبةً من ابنها وابنتها.
انخرطت فيلد في الحركة الوطنية من أجل حق المرأة في الاقتراع وأصبحت عضوًا في اتحاد الكونغرس التابع للجمعية الوطنية الأمريكية للمطالبة بحق المرأة في الاقتراع، وبعد ذلك في الحزب الوطني للمرأة. اختيرت فيلد من قبل القائدة أليس بول لتقديم عريضة موقعة من 500.000 شخص من جميع أنحاء الولايات المتحدة عبر جولة في السيارات. غادرت فيلد مع ناشطتين سويديتين سان فرانسيسكو في 16 سبتمبر من عام 1915. وأكملوا رحلتهم في 6 ديسمبر 1915 وقدموا العريضة إلى الرئيس وودرو ويلسون في العاصمة واشنطن.
تحدثت فيلد نيابةً عن آن هنريتا في مؤتمر شيكاغو للحزب الوطني للمرأة في عام 1916، واقترحت أيضًا شعارًا يعبر عن حق الاقتراع (لا أصوات ولا أطفال!) في صيف عام 1917، بقيت فيلد في نيوبورت، رود آيلاند، إذ ساعدت المليونيرة ألفا بيلمونت على كتابة مذكراتها.
توفي ابن فيلد في حادث أثناء قيادتها للسيارة في أكتوبر من عام 1918. وعانت من انهيار لم تتعاف منه أبدًا.

## حياتها اللاحقة والشعر
عاشت فيلد مع المحامي والشاعر تشارلز إرسكين سكوت وود في سان فرانسيسكو في عام 1918، لكن زوجته رفضت منحه الطلاق. انخرطت فيما بعد فيلد بكتابة الشعر، استضافا في منزلهما العديد من الفنانين المحليين مثل: جينيفيف تاغارد وبيني بوفانو ورالف ستاكبول وجوروج ستيرلينغ. كان وود ثريًا وكان الزوجان من محبي رعاية الفنون ودعم القضايا السياسية، بما في ذلك قضية العفو عن توماس موني.
كانت المرأة الشاحبة أول مجموعة شعرية لفيلد، نُشرت في عام 1927. أصدرت بعد المجموعة قصيدة ملحمية تدعى باراباس في عام 1932. حصلت باراباس على ميدالية ذهبية من نادي الكتاب في كاليفورنيا. نُشرت مجموعتها الشعرية الثانية، الظلام الداكن، عام 1936.
تزوج وود من فيلد في عام 1938 بعد وفاة زوجته، وتوفي في عام 1944. انتقلت فيلد لتغيش بالقرب من ابنتها في بيركلي في عام 1955. توفيت فيلد بمرض تصلب الشرايين في 15 يونيو من عام 1974.